# Cristóbal Diatristán de Acuña
‎
Cristóbal Diatristán de Acuña, španski misijonar, raziskovalec in jezuit, * 1597, Burgos, † 1676.
Acuna je deloval na področju Čila in Peruja, hkrati pa je sodeloval na ekspedicijah, ki so raziskovale Amazonko.